# 盧訥河
53°25′13″N 8°30′13″E / 53.42028°N 8.50361°E

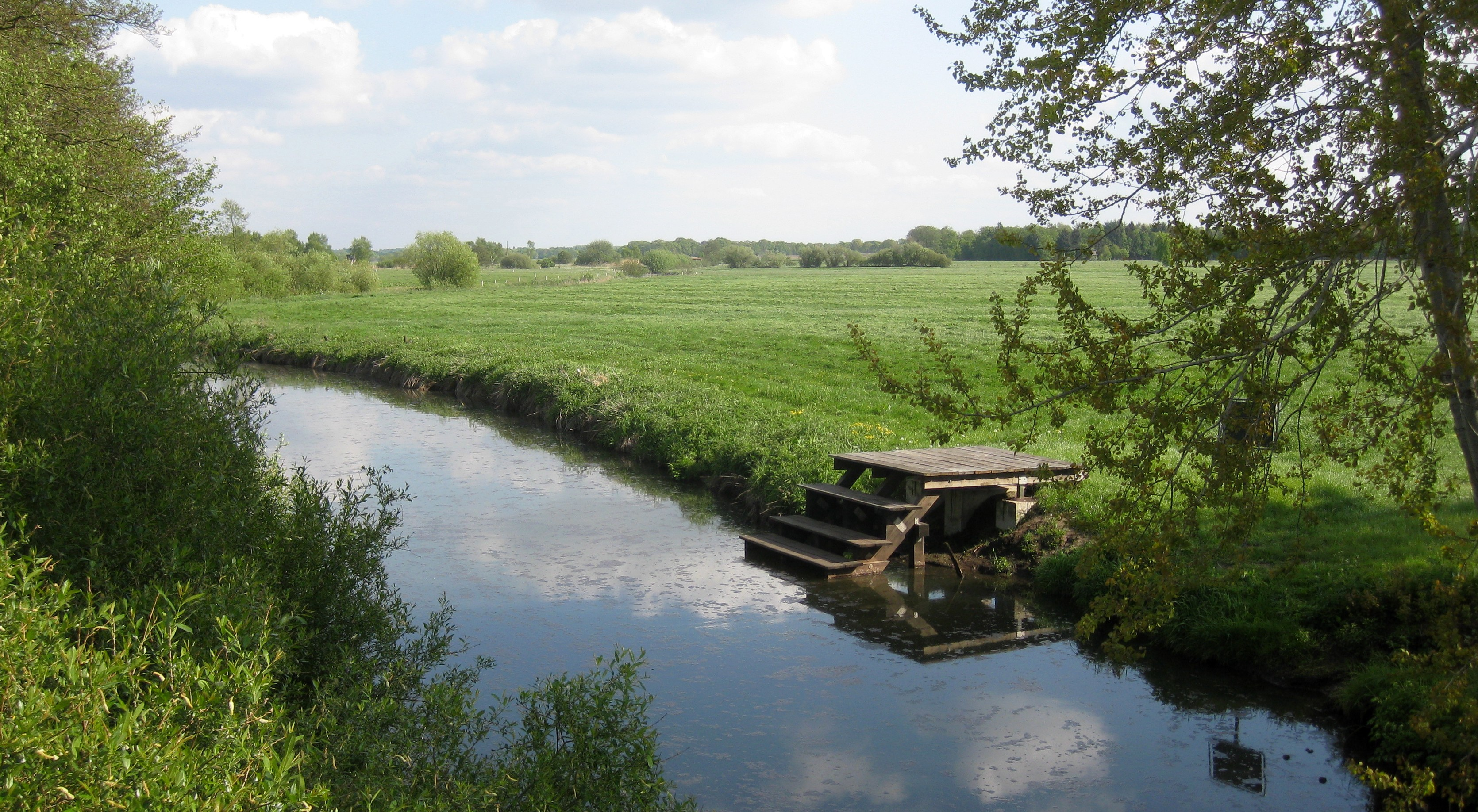
盧訥河

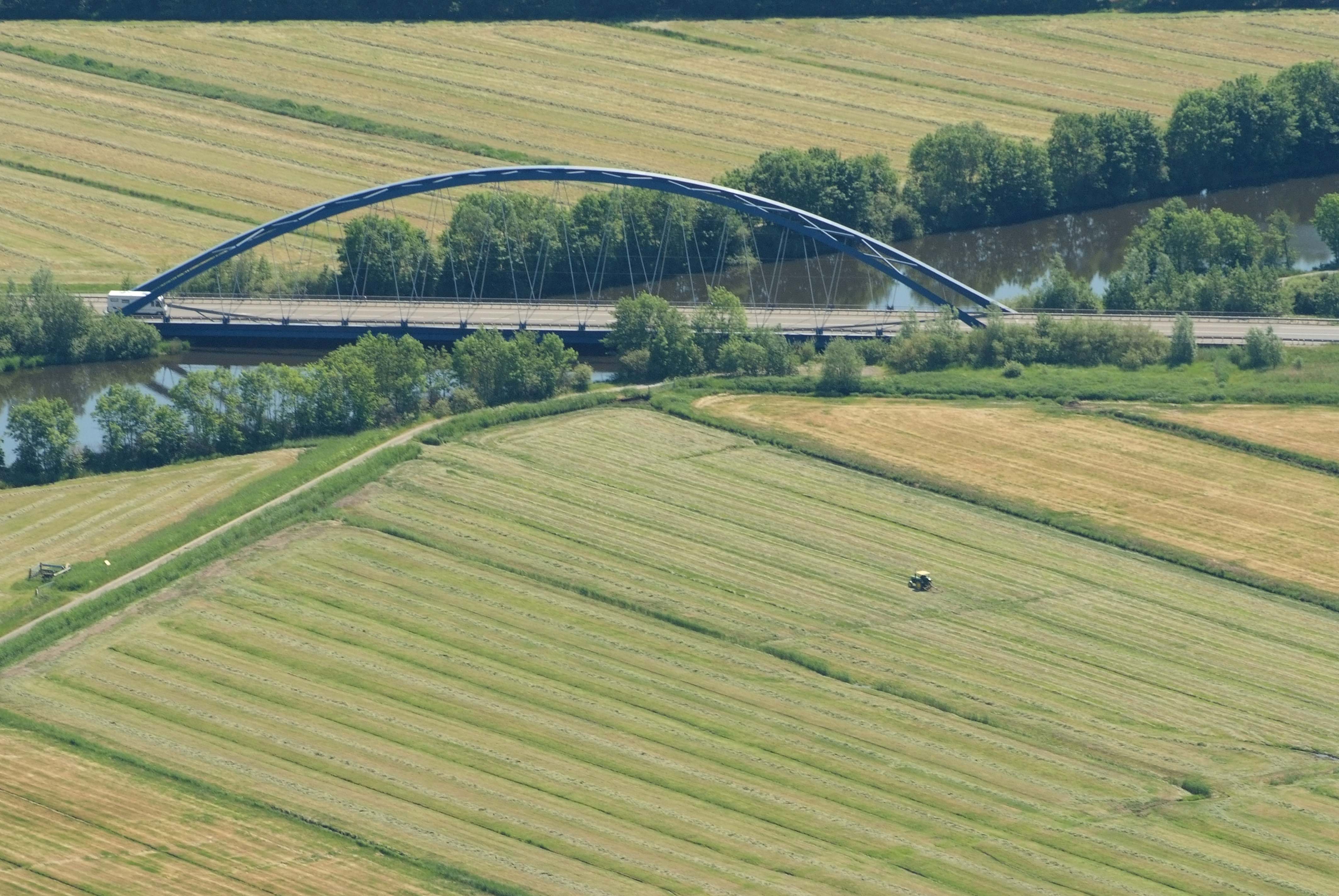
俯瞰盧訥河、跨河行車天橋及兩旁農田

流域圖

盧訥河（德語：Lune），是德國的河流，位於該國西北部，由下薩克森州負責管轄，屬於威悉河的右支流，河道全長41.4公里，流域面積383平方公里，發源自希普施泰特以南。